# Tamarix parviflora
Tamarix parviflora es un arbusto o arbolillo caducifolio perteneciente a la familia de las tamaricáceas. 

## Descripción
Es un árbol pequeño, glabro. Ramas pardas o purpúreas. Hojas de 1,6-2,5 mm. Las inflorescencias en racimos de 10-40 × 4-6 mm, generalmente en las ramas leñosas de años anteriores, simples. Brácteas más cortas que el cáliz, escariosas, purpúreas en el ápice. Pedicelos cortos. Flores tetrámeras. Sépalos de 1-1,5 mm, los externos agudos y aquillados, eroso-denticulados, con el ápice purpúreo y los márgenes membranosos. Pétalos (1,8)2-2,5 mm, oblongos o parabólicos. Disco nectarífero sínlofo. Estambres 4, con las anteras cordiformes, apiculadas. Tiene un número cromosomático de 2n = 24*.

## Distribución y hábitat
Al parecer introducida y cultivada como planta ornamental en jardines, taludes y bordes de carretera; naturalizada; a una altitud de 0-800 metros en Mediterráneo oriental y Norte de África. 

## Taxonomía
Tamarix parviflora fue descrita por Augustin Pyrame de Candolle y publicado en Prodromus Systematis Naturalis Regni Vegetabilis 3: 97. 1828.
Etimología
El nombre de este género conserva el que le daban los romanos y se cree derivado del río Tamaris de la Tarraconense —al parecer el actual río Tambre— en cuyas orillas crecían con profusión estos arbustos.
parviflora, epíteto latino que significa "con flores pequeñas".
Sinonimia
- Tamarix cretica Bunge
- Tamarix laxa var. subspicata Ehrenb.
- Tamarix lucronensis Sennen & Elias
- Tamarix rubella Batt.[3]

## Nombre común
- Castellano: tamariu, tamariu de flor petita.[4]